# 氷見町大火
氷見町大火（ひみまちたいか）は1938年（昭和13年）9月6日に富山県氷見郡氷見町（現・氷見市）で発生した大火災である。

## 概要
1938年（昭和13年）9月6日午前0時20分頃、氷見町下伊勢町の商店から出火、高砂町、地蔵町、川原町、南下町、湊町、浜町、新町、中町、南中町、本川町、入船町、朝日町、茣蓙町、仕切町、田町、加納町一帯に拡大する大火となった。原因はタバコの不始末であった。当時は台風によるフェーン現象の発生もあり延焼に拍車がかかった。最終的に午前8時に鎮火したものの、この大火によって市街地中心部の1,543戸（当時の氷見町の家屋数の半分以上）、面積にして11万1,000坪を焼失し、焼死5名、負傷者510名、損害額1,000万円の被害を出した。損害額は1100万円とする説もある。
大火の際、県内各地はもとより石川県からも雲が真っ赤に燃えるのが眺められた。
また、この大火により、氷見町役場、氷見警察署、氷見郵便局、氷見図書館などの官公署、公共施設や、氷見銀行や十二、高岡、中越銀行の各支店（いずれも北陸銀行の前身）も焼失している。

## 復興
この大火に伴い、1938年（昭和13年）より復興都市計画が起工され、道路拡幅や区画整理などが順次実施された。1943年（昭和18年）には復興祭が行われている。当時は「道路で運動会をするのか」と住民たちからの道路拡張の反対の声もあった。
当初は1940年（昭和15年）3月末日に完了予定であったが、太平洋戦争の戦況悪化や終戦後の戦後復興による資材不足の影響もあり、最終的に完了したのは1952年度（昭和27年度）であった。